# Giuseppe Alessandro Furietti
Giuseppe Alessandro Furietti (né le 24 janvier 1685 à Bergame, en Lombardie, Italie, alors dans la république de Venise et mort le 14 janvier 1764 à Rome) est un cardinal italien du XVIIIe siècle. Le cardinal Furietti est un philologue, historien et archéologue connu et un collectionneur d'art et de livres anciens. Il est le promoteur des exhumations de la villa d'Hadrien et est l'auteur du De Musivis à propos de ce sujet.

## Biographie
Giuseppe Alessandro Furietti naquit à Bergame, en 1685. Il étudia la jurisprudence à l'université de Pavie, mais son goût le portait principalement vers l’érudition. Il alla à Rome en 1709 pour compléter son érudition et trouver un emploi à la Curie romaine. Furietti profita de sa résidence dans cette ville, pour publier les œuvres de deux de ses plus célèbres compatriotes, Gasparino Barziza et Guiniforti, son fils. La vie de Gasparino, qui est en tête du volume, est regardée comme une excellente biographie ; et cette édition a obtenu les suffrages de Marco Foscarini, de Ludovico Antonio Muratori et des plus célèbres critiques. Furietti avait fait une étude particulière de la villa d'Hadrien, à Tivoli ; il suivit les fouilles qu’on y faisait à ses frais, et il eut le bonheur de découvrir, en 1736, deux superbes Centaures, ouvrages d’Aristeas et de Papias, sculpteurs grecs d’Aphrodisias, dont les noms étaient encore inconnus. Le pape, dans le désir de contribuer à la magnificence de Rome, les voulut avoir pour les musées du Capitole : mais la passion de Furietti pour les arts l’attachait à la possession de ces statues. En 1752, Furietti publia les poésies de son compatriote Marco Publio Fontana, dont il écrivit la vie. Son œuvre la plus importante est le Traité De Musivis, vel pictoriæ mosaicæ artis origine, Rome, 1752, in-4°. Furietti traite, dans cet ouvrage, l’histoire de la mosaïque depuis son origine jusqu’à sa décadence ; et quoique les nombreux monuments qui ont été découverts et publiés dans la seconde moitié du XVIIIe siècle, aient beaucoup augmenté les connaissances qu’on avait sur ce sujet, l’ouvrage de Furietti est toujours regardé comme un corps de doctrine et comme fondamental. Le pape Clément XIII le créa cardinal lors du consistoire du 24 septembre 1759.
Giuseppe Alessandro Furietti mourut le 14 janvier 1764. Les deux Centaures furent achetés de ses héritiers pour les musées du Capitole, où ils sont connus sous le nom de Centaures de Furietti ; et la mosaïque, dite des quatre Colombes, fut déposée dans le musée profane du Vatican : le tout fut payé 14,000 écus romains. On rendit à Furietti, après sa mort, les honneurs qui étaient dus à son savoir et à ses vertus. Il a été inhumé dans l’église de Saint-Barthélemy-des-Bergamasques ; et une belle inscription y rappelle les services qu’il a rendus aux lettres et à l’Église. Filippo Buonamici, dans le dialogue qui précède son Traité De claris epistolarum pontificiarum scriptoribus, introduit Furietti avec Gaetano Forli et monsignor Lucchesini, et il le comble d’éloges dans plusieurs passages.

### Sources
- Fiche du cardinal sur le site fiu.edu